# Достик (Талгарський район)
Дости́к (каз. Достық) — село у складі Талгарського району Алматинської області Казахстану. Входить до складу Кайнарського сільського округу.
Населення — 344 особи (2021; 93 у 2009, 84 у 1999, 313 у 1989).